# Upploppen i Ürümqi juli 2009

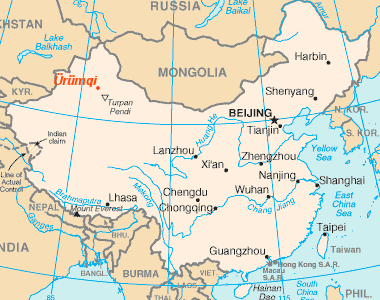
Ürümqis läge i Kina

Upploppen i Ürümqi  startade med demonstrationer den 5 juli 2009 i Ürümqi, huvudstad i Xinjiang i nordvästra Kina. Åtminstone 1 000 uigurer var inblandade i upploppen på den första dagen.
Upploppen har sin bakgrund i missnöje bland den uiguriska befolkningen som upplever sig som utträngda av hankineser som flyttat in i området sedan Xinjiang, Östturkestan, blev en del av Folkrepubliken Kina 1949. Många av dessa konflikter har förvärrats under partisekreteraren Wang Lequans styre. På initiativ av Wang har den mesta högskoleundervisningen på uiguriska avskaffats till förmån för kinesiska och 2002 hävdade han att uiguriskan var ”ur takt med 2000-talet”. Wang har också tillgripit hårda metoder mot det som uppfattats som uiguriska ”separatistiska” krafter och han stod bland annat bakom undertryckandet av en protest i Yining 1997, vilket blivit känt som ”Ghulja-massakern”.
Det som utlöste oroligheterna var en sammanstötning mellan hankinesiska och uiguriska arbetare i en leksaksfabrik i Shaoguan i Guangdong i juni 2009, då minst två uigurer avled och flera skadades. Rapporter om konflikten nådde snabbt Xinjiang-regionens huvudstad Ürümqi, där ett tusental uigurer startade en till en början fredlig protest. sedan polisen försökt upplösa demonstrationen med våld utbröt ett upplopp, där vissa demonstranter angrep hankineser i närheten. Efter den 5 juli skedde flera våldsamma sammanstötningar mellan hankineser och uigurer, vilka först bedarrade sedan styrkor från Folkets befrielsearmé och Folkets beväpnade polis sänts in.
Enligt officiella källor omkom minst 197 människor, 1 680 skadades och många motorfordon och byggnader förstördes. Den regionale partisekreteraren Li Zhi utlovade i en rad skarpa uttalanden att de som gjort sig skyldiga till våldsdåd i upploppen skulle bestraffas strängt.
Orsaken till upploppen är omtvistad. De kinesiska myndigheterna har utpekat utländska ”separatistiska” krafter ledda av exiluiguren Rebiya Kadeer som skyldiga till oroligheterna. Kadeer förnekar dock inblandning och har anklagat kineserna för att provocerat fram kravallerna.
I september 2009 demonstrerade tusentals hankineser i Ürümqi i protest mot Wang Lequans politik i regionen och krävade hans avgång. Demonstrationerna ledde till att Ürümqis partisekreterare Li Zhi gick avgå, men Wang Lequan fick behålla sin post.